# Alastair Reid
Pour les articles homonymes, voir Reid.
Alastair Reid (né le 21 juillet 1939 à Édimbourg - mort le 17 août 2011) est un réalisateur britannique.

## Biographie

### Carrière
Il a réalisé, entre autres, la mini-série britannique Traffik en 1989 et la série télévisée Les Chroniques de San Francisco en 1993. Il a adapté aussi en 1995 pour la télévision Nostromo, le roman de Joseph Conrad.

## Filmographie
Sauf indication contraire, les informations mentionnées dans cette section peuvent être confirmées par la base de données cinématographiques IMDb,  présente dans la section « Liens externes ».

### Producteur
- 1964-1966 : Great Temples of the World
- 1978 : Anne Hughes' Diary de Michael Croucher
- 1979 : Big Jim and the Figaro Club (pilote)
- 1979 : Turning Year Tales (7 épisodes)

### Réalisateur
- 1969 : Baby Love (en)
- 1972 : Something to Hide (en)

### Scénariste
- 1969 : Baby Love (en) de lui-même
- 1972 : Something to Hide (en) de lui-même
- 1976 : Parole d'homme (Shout at the Devil) de Peter Hunt
- 1987 : The Houseman's Tale (mini-série)